# Лондон 1883

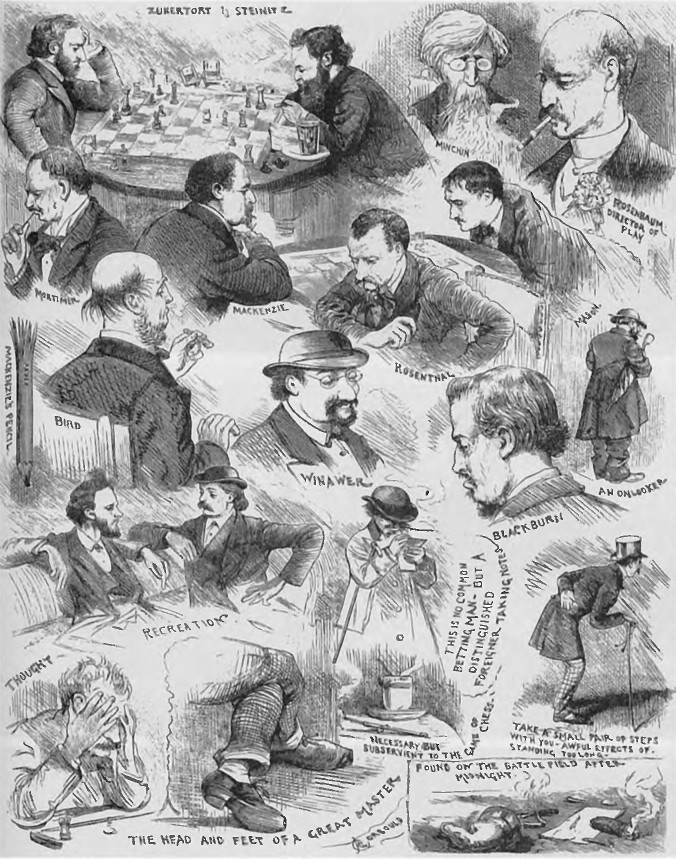
Зарисовки, сделанные во время турнира корреспондентом газеты Illustrated London News

Лондон 1883 — международный шахматный турнир с участием сильнейших шахматистов мира, который проводился с 26 апреля по 23 июня 1883 года Сент-Джорджским шахматным клубом. Главными претендентами на победу были В. Стейниц и И. Цукерторт. Первое место c 22 очками из 26 занял Цукерторт, опередив второго призёра Стейница на 3 очка.
Одновременно с главным «турниром маэстро» проводился также побочный турнир при 26 участниках. Первое место в нём занял К. Барделебен — 21½ очко из 25.

## Организация
Идея проведения турнира принадлежала Джеймсу Минчину (англ. J. I. Minchin), почётному секретарю Сент-Джорджского клуба (он же проделал большую часть организационной работы, а по окончании турнира написал книгу о нём).
Был образован оргкомитет, председателем которого назначен лорд Дартри.
Официальным покровителем турнира стал принц Леопольд.
Основные средства на проведение турнира были составлены из пожертвований шахматных клубов и отдельных любителей шахмат, собранных как в самой Англии, так и в её колониях. Подписка в Англии дала 1155 фунтов, в Индии был собран 481 фунт, в Австралии и Новой Зеландии — 36 фунтов.
200 фунтов пожертвовал магараджа Визианагарама, отец которого был когда-то близко знаком с Дж. Минчиным; на эти деньги был проведён побочный турнир при 26 участниках под официальным названием «Визиангарам-турнир».
Состав участников был очень сильный. Согласно турнирному сборнику, на приглашения, разосланные оргкомитетом, откликнулись почти все ведущие шахматисты мира — не хватало только Л. Паульсена и У. Поттера.

## Регламент

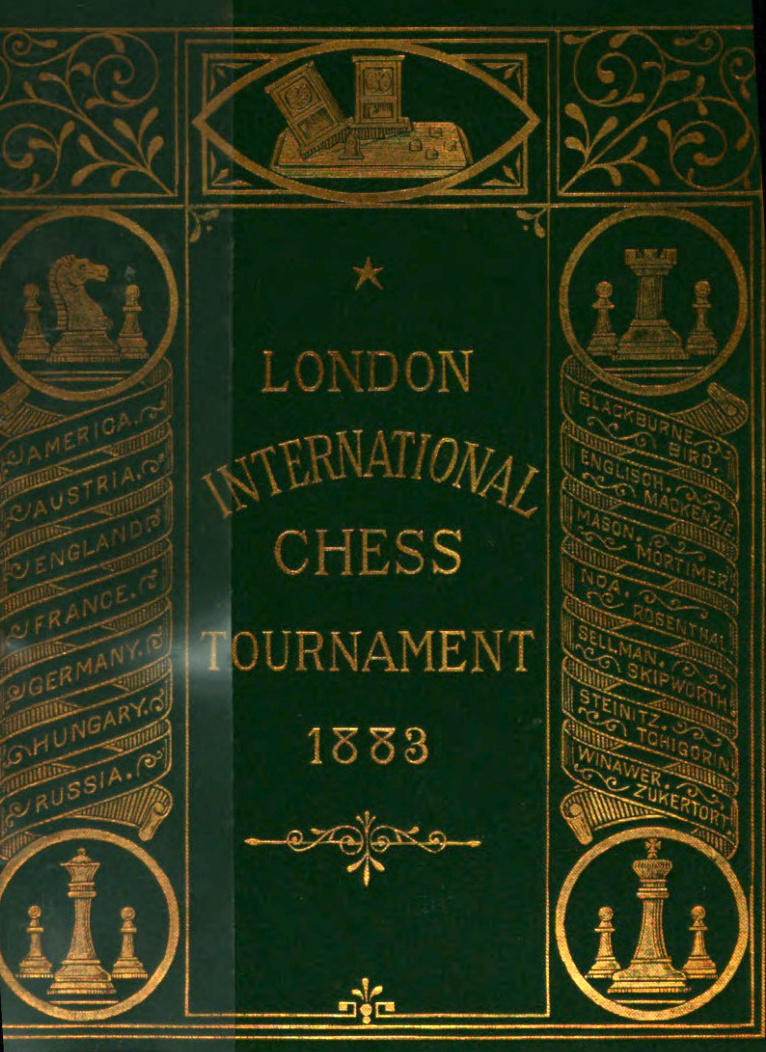
Обложка турнирного сборника. Сверху изображены часы, которые применялись на турнире.

Турнир проводился в два круга при 14 участниках.
Впервые в истории шахматных соревнований были применены сдвоенные часы, изобретённые Т. Б. Вилсоном (англ. T. B. Wilson) из Манчестера — прототип современных шахматных часов. Контроль времени — 15 ходов в час. Просрочка времени, как и в современных шахматах, считалась поражением, в отличие от некоторых других турниров XIX века, где за просрочку взимался денежный штраф.
Если партия заканчивалась вничью, её полагалось переиграть; если снова получалась ничья, партия переигрывалась опять, и только после третьей ничьей противники получали по ½ очка. Из-за этого некоторые участники сыграли между собой, вместо двух, по шесть партий.
Партии игрались четыре раза в неделю (в понедельник, вторник, четверг и пятницу), с 12 до 17 часов и после перерыва с 19 до 23 часов. В отличие от правил, принятых в XX веке, анализ отложенных партий во время перерыва был запрещён, под угрозой исключения из турнира. В среду и субботу переигрывались ничьи.
Призовой фонд турнира составил свыше тысячи фунтов — очень крупную сумму по меркам того времени (например, призовой фонд первого лондонского турнира был втрое меньше). Основных призов было шесть: первый приз — 300, второй — 175, третий — 150, четвёртый — 125, пятый — 100 и шестой — 75 фунтов. Однако, поскольку в итоговой таблице трое участников разделили 5—7 места, было выделено ещё 50 фунтов на седьмой приз, и 5—7 призы поделены между этими участниками. Также было два «утешительных» приза: за лучший результат против призёров (25 фунтов, установлен И. Колишем) и 50 фунтов, которые распределялись между всеми остальными участниками согласно специальной формуле.

## Ход турнира
Партии игрались в специально арендованном для турнира зале ресторана «Criterion» в центре Лондона, в присутствии многочисленных зрителей (по подсчётам организаторов, всего было продано более 3 тысяч входных билетов). Турнир широко освещался в прессе, репортажи о ходе борьбы публиковали такие газеты, как Standard, Morning Post, Times и другие.
С самого начала турнира лидерство захватил Цукерторт, выигравший пять партий подряд. Хорошо стартовал также Чигорин (4 из 5). В то же время Стейниц, проиграв во втором туре Энглишу и в третьем — Чигорину, сильно отстал от лидера. В дальнейшем Стейниц заиграл сильнее, и в частности, победил Цукерторта в личной встрече, но догнать его уже не мог. После первого круга положение участников было таким: 1. Цукерторт — 12 очков, 2. Мэзон — 9.5, 3-4. Стейниц и Чигорин — по 9, и т.д. Журнал «British Chess Magazine» писал: «Судьба первого места, можно сказать, уже решена, учитывая великолепную форму лидера».
Второй круг начался 28 мая. Вскоре в турнире осталось лишь 13 участников: сыграв две партии, неожиданно заболел Скипуорт и не смог продолжить турнир. Во всех партиях второго круга ему были засчитаны поражения.
Цукерторт начал второй круг так же мощно, как и первый. К 20-му туру, когда он должен был во второй раз играть со Стейницем, разрыв между ними составлял 4 очка. С течением турнира интерес к нему и количество зрителей всё возрастали. Как писал «British Chess Magazine», перед этой партией «удобные места брались буквально с боем и захватившие их зрители с беспримерной выдержкой оставались на них до конца партии». Партию выиграл Цукерторт, увеличив отрыв до 5 очков. В 22-м туре, выиграв у Блэкберна, он обеспечил себе первое место в турнире. В оставшихся турах Цукерторт резко ослабил игру и к удивлению зрителей, проиграл три партии, в том числе двум аутсайдерам — Сэлмену и Мортимеру.
Последний тур прошёл 18 июня, но турнир продолжался, поскольку нужно было переигрывать ничьи. Последняя партия была сыграна 23 июня.

## Итоги
Убедительную победу в турнире одержал Цукерторт, которому даже финишные поражения от аутсайдеров не помешали оторваться от ближайшего преследователя на 3 очка.
Второе место для Стейница, которого до того считали сильнейшим шахматистом мира, было неудачей. Чтобы восстановить свою репутацию, сразу после окончания турнира он вызвал Цукерторта на матч. Этот матч состоялся только в 1886 году и считается первым официальным матчем на первенство мира; он закончился победой Стейница. 
Турнир стал первым большим достижением Чигорина, который не только занял почётное четвёртое место, но и выиграл обе партии у Стейница. Чигорин заслужил всеобщую симпатию ещё и тем, что в каждой партии стремился к победе, а не к ничьей.
Энглиш, Мэкензи и Мэзон, разделившие 5—7 призы, были раскритикованы в турнирном сборнике за особенно большое количество ничьих.
«Если бы, — сказано там, — оргкомитет, согласно первоначальному плану, заставил их играть тай-брейк, то, вероятно, они делали бы ничьи до бесконечности». 
Лучшей партией турнира в турнирном сборнике названа победа Цукерторта над Блэкберном в первом круге. Однако приз «за красивейшую партию» был установлен только во втором круге Г. Тейлором (англ. Howard Taylor), поэтому его получил Розенталь за победу над Стейницем. Он же получил приз И. Колиша за лучший результат против призёров. 
Относительно количества сыгранных на турнире партий в источниках есть некоторые разногласия. В турнирном сборнике приведён текст 242 партий, однако в таблице их 244, а согласно советской литературе — 245
В любом случае, это был один из самых длинных турниров в истории шахмат.
Среди дебютов преобладали испанская партия, французская защита и ферзевый гамбит, и наоборот, почти не встречались ни королевский гамбит, ни гамбит Эванса.

### Фрагменты партий
|   | a | b | c | d | e | f | g | h |   |
| - | --- | --- | --- | --- | --- | --- | --- | --- | - |
| 8 | c8 чёрная ладья · h8 чёрный король · a7 чёрная пешка · b7 чёрный слон · e7 чёрный ферзь · h7 белая пешка · b6 чёрная пешка · d5 белая пешка · e5 чёрная пешка · e4 чёрная пешка · b3 белая пешка · e3 белая ладья · a2 белая пешка · b2 белый слон · c2 чёрная ладья · d2 белый ферзь · g2 белая пешка · h2 белая пешка · f1 белая ладья · g1 белый король | c8 чёрная ладья · h8 чёрный король · a7 чёрная пешка · b7 чёрный слон · e7 чёрный ферзь · h7 белая пешка · b6 чёрная пешка · d5 белая пешка · e5 чёрная пешка · e4 чёрная пешка · b3 белая пешка · e3 белая ладья · a2 белая пешка · b2 белый слон · c2 чёрная ладья · d2 белый ферзь · g2 белая пешка · h2 белая пешка · f1 белая ладья · g1 белый король | c8 чёрная ладья · h8 чёрный король · a7 чёрная пешка · b7 чёрный слон · e7 чёрный ферзь · h7 белая пешка · b6 чёрная пешка · d5 белая пешка · e5 чёрная пешка · e4 чёрная пешка · b3 белая пешка · e3 белая ладья · a2 белая пешка · b2 белый слон · c2 чёрная ладья · d2 белый ферзь · g2 белая пешка · h2 белая пешка · f1 белая ладья · g1 белый король | c8 чёрная ладья · h8 чёрный король · a7 чёрная пешка · b7 чёрный слон · e7 чёрный ферзь · h7 белая пешка · b6 чёрная пешка · d5 белая пешка · e5 чёрная пешка · e4 чёрная пешка · b3 белая пешка · e3 белая ладья · a2 белая пешка · b2 белый слон · c2 чёрная ладья · d2 белый ферзь · g2 белая пешка · h2 белая пешка · f1 белая ладья · g1 белый король | c8 чёрная ладья · h8 чёрный король · a7 чёрная пешка · b7 чёрный слон · e7 чёрный ферзь · h7 белая пешка · b6 чёрная пешка · d5 белая пешка · e5 чёрная пешка · e4 чёрная пешка · b3 белая пешка · e3 белая ладья · a2 белая пешка · b2 белый слон · c2 чёрная ладья · d2 белый ферзь · g2 белая пешка · h2 белая пешка · f1 белая ладья · g1 белый король | c8 чёрная ладья · h8 чёрный король · a7 чёрная пешка · b7 чёрный слон · e7 чёрный ферзь · h7 белая пешка · b6 чёрная пешка · d5 белая пешка · e5 чёрная пешка · e4 чёрная пешка · b3 белая пешка · e3 белая ладья · a2 белая пешка · b2 белый слон · c2 чёрная ладья · d2 белый ферзь · g2 белая пешка · h2 белая пешка · f1 белая ладья · g1 белый король | c8 чёрная ладья · h8 чёрный король · a7 чёрная пешка · b7 чёрный слон · e7 чёрный ферзь · h7 белая пешка · b6 чёрная пешка · d5 белая пешка · e5 чёрная пешка · e4 чёрная пешка · b3 белая пешка · e3 белая ладья · a2 белая пешка · b2 белый слон · c2 чёрная ладья · d2 белый ферзь · g2 белая пешка · h2 белая пешка · f1 белая ладья · g1 белый король | c8 чёрная ладья · h8 чёрный король · a7 чёрная пешка · b7 чёрный слон · e7 чёрный ферзь · h7 белая пешка · b6 чёрная пешка · d5 белая пешка · e5 чёрная пешка · e4 чёрная пешка · b3 белая пешка · e3 белая ладья · a2 белая пешка · b2 белый слон · c2 чёрная ладья · d2 белый ферзь · g2 белая пешка · h2 белая пешка · f1 белая ладья · g1 белый король | 8 |
| 7 | c8 чёрная ладья · h8 чёрный король · a7 чёрная пешка · b7 чёрный слон · e7 чёрный ферзь · h7 белая пешка · b6 чёрная пешка · d5 белая пешка · e5 чёрная пешка · e4 чёрная пешка · b3 белая пешка · e3 белая ладья · a2 белая пешка · b2 белый слон · c2 чёрная ладья · d2 белый ферзь · g2 белая пешка · h2 белая пешка · f1 белая ладья · g1 белый король | c8 чёрная ладья · h8 чёрный король · a7 чёрная пешка · b7 чёрный слон · e7 чёрный ферзь · h7 белая пешка · b6 чёрная пешка · d5 белая пешка · e5 чёрная пешка · e4 чёрная пешка · b3 белая пешка · e3 белая ладья · a2 белая пешка · b2 белый слон · c2 чёрная ладья · d2 белый ферзь · g2 белая пешка · h2 белая пешка · f1 белая ладья · g1 белый король | c8 чёрная ладья · h8 чёрный король · a7 чёрная пешка · b7 чёрный слон · e7 чёрный ферзь · h7 белая пешка · b6 чёрная пешка · d5 белая пешка · e5 чёрная пешка · e4 чёрная пешка · b3 белая пешка · e3 белая ладья · a2 белая пешка · b2 белый слон · c2 чёрная ладья · d2 белый ферзь · g2 белая пешка · h2 белая пешка · f1 белая ладья · g1 белый король | c8 чёрная ладья · h8 чёрный король · a7 чёрная пешка · b7 чёрный слон · e7 чёрный ферзь · h7 белая пешка · b6 чёрная пешка · d5 белая пешка · e5 чёрная пешка · e4 чёрная пешка · b3 белая пешка · e3 белая ладья · a2 белая пешка · b2 белый слон · c2 чёрная ладья · d2 белый ферзь · g2 белая пешка · h2 белая пешка · f1 белая ладья · g1 белый король | c8 чёрная ладья · h8 чёрный король · a7 чёрная пешка · b7 чёрный слон · e7 чёрный ферзь · h7 белая пешка · b6 чёрная пешка · d5 белая пешка · e5 чёрная пешка · e4 чёрная пешка · b3 белая пешка · e3 белая ладья · a2 белая пешка · b2 белый слон · c2 чёрная ладья · d2 белый ферзь · g2 белая пешка · h2 белая пешка · f1 белая ладья · g1 белый король | c8 чёрная ладья · h8 чёрный король · a7 чёрная пешка · b7 чёрный слон · e7 чёрный ферзь · h7 белая пешка · b6 чёрная пешка · d5 белая пешка · e5 чёрная пешка · e4 чёрная пешка · b3 белая пешка · e3 белая ладья · a2 белая пешка · b2 белый слон · c2 чёрная ладья · d2 белый ферзь · g2 белая пешка · h2 белая пешка · f1 белая ладья · g1 белый король | c8 чёрная ладья · h8 чёрный король · a7 чёрная пешка · b7 чёрный слон · e7 чёрный ферзь · h7 белая пешка · b6 чёрная пешка · d5 белая пешка · e5 чёрная пешка · e4 чёрная пешка · b3 белая пешка · e3 белая ладья · a2 белая пешка · b2 белый слон · c2 чёрная ладья · d2 белый ферзь · g2 белая пешка · h2 белая пешка · f1 белая ладья · g1 белый король | c8 чёрная ладья · h8 чёрный король · a7 чёрная пешка · b7 чёрный слон · e7 чёрный ферзь · h7 белая пешка · b6 чёрная пешка · d5 белая пешка · e5 чёрная пешка · e4 чёрная пешка · b3 белая пешка · e3 белая ладья · a2 белая пешка · b2 белый слон · c2 чёрная ладья · d2 белый ферзь · g2 белая пешка · h2 белая пешка · f1 белая ладья · g1 белый король | 7 |
| 6 | c8 чёрная ладья · h8 чёрный король · a7 чёрная пешка · b7 чёрный слон · e7 чёрный ферзь · h7 белая пешка · b6 чёрная пешка · d5 белая пешка · e5 чёрная пешка · e4 чёрная пешка · b3 белая пешка · e3 белая ладья · a2 белая пешка · b2 белый слон · c2 чёрная ладья · d2 белый ферзь · g2 белая пешка · h2 белая пешка · f1 белая ладья · g1 белый король | c8 чёрная ладья · h8 чёрный король · a7 чёрная пешка · b7 чёрный слон · e7 чёрный ферзь · h7 белая пешка · b6 чёрная пешка · d5 белая пешка · e5 чёрная пешка · e4 чёрная пешка · b3 белая пешка · e3 белая ладья · a2 белая пешка · b2 белый слон · c2 чёрная ладья · d2 белый ферзь · g2 белая пешка · h2 белая пешка · f1 белая ладья · g1 белый король | c8 чёрная ладья · h8 чёрный король · a7 чёрная пешка · b7 чёрный слон · e7 чёрный ферзь · h7 белая пешка · b6 чёрная пешка · d5 белая пешка · e5 чёрная пешка · e4 чёрная пешка · b3 белая пешка · e3 белая ладья · a2 белая пешка · b2 белый слон · c2 чёрная ладья · d2 белый ферзь · g2 белая пешка · h2 белая пешка · f1 белая ладья · g1 белый король | c8 чёрная ладья · h8 чёрный король · a7 чёрная пешка · b7 чёрный слон · e7 чёрный ферзь · h7 белая пешка · b6 чёрная пешка · d5 белая пешка · e5 чёрная пешка · e4 чёрная пешка · b3 белая пешка · e3 белая ладья · a2 белая пешка · b2 белый слон · c2 чёрная ладья · d2 белый ферзь · g2 белая пешка · h2 белая пешка · f1 белая ладья · g1 белый король | c8 чёрная ладья · h8 чёрный король · a7 чёрная пешка · b7 чёрный слон · e7 чёрный ферзь · h7 белая пешка · b6 чёрная пешка · d5 белая пешка · e5 чёрная пешка · e4 чёрная пешка · b3 белая пешка · e3 белая ладья · a2 белая пешка · b2 белый слон · c2 чёрная ладья · d2 белый ферзь · g2 белая пешка · h2 белая пешка · f1 белая ладья · g1 белый король | c8 чёрная ладья · h8 чёрный король · a7 чёрная пешка · b7 чёрный слон · e7 чёрный ферзь · h7 белая пешка · b6 чёрная пешка · d5 белая пешка · e5 чёрная пешка · e4 чёрная пешка · b3 белая пешка · e3 белая ладья · a2 белая пешка · b2 белый слон · c2 чёрная ладья · d2 белый ферзь · g2 белая пешка · h2 белая пешка · f1 белая ладья · g1 белый король | c8 чёрная ладья · h8 чёрный король · a7 чёрная пешка · b7 чёрный слон · e7 чёрный ферзь · h7 белая пешка · b6 чёрная пешка · d5 белая пешка · e5 чёрная пешка · e4 чёрная пешка · b3 белая пешка · e3 белая ладья · a2 белая пешка · b2 белый слон · c2 чёрная ладья · d2 белый ферзь · g2 белая пешка · h2 белая пешка · f1 белая ладья · g1 белый король | c8 чёрная ладья · h8 чёрный король · a7 чёрная пешка · b7 чёрный слон · e7 чёрный ферзь · h7 белая пешка · b6 чёрная пешка · d5 белая пешка · e5 чёрная пешка · e4 чёрная пешка · b3 белая пешка · e3 белая ладья · a2 белая пешка · b2 белый слон · c2 чёрная ладья · d2 белый ферзь · g2 белая пешка · h2 белая пешка · f1 белая ладья · g1 белый король | 6 |
| 5 | c8 чёрная ладья · h8 чёрный король · a7 чёрная пешка · b7 чёрный слон · e7 чёрный ферзь · h7 белая пешка · b6 чёрная пешка · d5 белая пешка · e5 чёрная пешка · e4 чёрная пешка · b3 белая пешка · e3 белая ладья · a2 белая пешка · b2 белый слон · c2 чёрная ладья · d2 белый ферзь · g2 белая пешка · h2 белая пешка · f1 белая ладья · g1 белый король | c8 чёрная ладья · h8 чёрный король · a7 чёрная пешка · b7 чёрный слон · e7 чёрный ферзь · h7 белая пешка · b6 чёрная пешка · d5 белая пешка · e5 чёрная пешка · e4 чёрная пешка · b3 белая пешка · e3 белая ладья · a2 белая пешка · b2 белый слон · c2 чёрная ладья · d2 белый ферзь · g2 белая пешка · h2 белая пешка · f1 белая ладья · g1 белый король | c8 чёрная ладья · h8 чёрный король · a7 чёрная пешка · b7 чёрный слон · e7 чёрный ферзь · h7 белая пешка · b6 чёрная пешка · d5 белая пешка · e5 чёрная пешка · e4 чёрная пешка · b3 белая пешка · e3 белая ладья · a2 белая пешка · b2 белый слон · c2 чёрная ладья · d2 белый ферзь · g2 белая пешка · h2 белая пешка · f1 белая ладья · g1 белый король | c8 чёрная ладья · h8 чёрный король · a7 чёрная пешка · b7 чёрный слон · e7 чёрный ферзь · h7 белая пешка · b6 чёрная пешка · d5 белая пешка · e5 чёрная пешка · e4 чёрная пешка · b3 белая пешка · e3 белая ладья · a2 белая пешка · b2 белый слон · c2 чёрная ладья · d2 белый ферзь · g2 белая пешка · h2 белая пешка · f1 белая ладья · g1 белый король | c8 чёрная ладья · h8 чёрный король · a7 чёрная пешка · b7 чёрный слон · e7 чёрный ферзь · h7 белая пешка · b6 чёрная пешка · d5 белая пешка · e5 чёрная пешка · e4 чёрная пешка · b3 белая пешка · e3 белая ладья · a2 белая пешка · b2 белый слон · c2 чёрная ладья · d2 белый ферзь · g2 белая пешка · h2 белая пешка · f1 белая ладья · g1 белый король | c8 чёрная ладья · h8 чёрный король · a7 чёрная пешка · b7 чёрный слон · e7 чёрный ферзь · h7 белая пешка · b6 чёрная пешка · d5 белая пешка · e5 чёрная пешка · e4 чёрная пешка · b3 белая пешка · e3 белая ладья · a2 белая пешка · b2 белый слон · c2 чёрная ладья · d2 белый ферзь · g2 белая пешка · h2 белая пешка · f1 белая ладья · g1 белый король | c8 чёрная ладья · h8 чёрный король · a7 чёрная пешка · b7 чёрный слон · e7 чёрный ферзь · h7 белая пешка · b6 чёрная пешка · d5 белая пешка · e5 чёрная пешка · e4 чёрная пешка · b3 белая пешка · e3 белая ладья · a2 белая пешка · b2 белый слон · c2 чёрная ладья · d2 белый ферзь · g2 белая пешка · h2 белая пешка · f1 белая ладья · g1 белый король | c8 чёрная ладья · h8 чёрный король · a7 чёрная пешка · b7 чёрный слон · e7 чёрный ферзь · h7 белая пешка · b6 чёрная пешка · d5 белая пешка · e5 чёрная пешка · e4 чёрная пешка · b3 белая пешка · e3 белая ладья · a2 белая пешка · b2 белый слон · c2 чёрная ладья · d2 белый ферзь · g2 белая пешка · h2 белая пешка · f1 белая ладья · g1 белый король | 5 |
| 4 | c8 чёрная ладья · h8 чёрный король · a7 чёрная пешка · b7 чёрный слон · e7 чёрный ферзь · h7 белая пешка · b6 чёрная пешка · d5 белая пешка · e5 чёрная пешка · e4 чёрная пешка · b3 белая пешка · e3 белая ладья · a2 белая пешка · b2 белый слон · c2 чёрная ладья · d2 белый ферзь · g2 белая пешка · h2 белая пешка · f1 белая ладья · g1 белый король | c8 чёрная ладья · h8 чёрный король · a7 чёрная пешка · b7 чёрный слон · e7 чёрный ферзь · h7 белая пешка · b6 чёрная пешка · d5 белая пешка · e5 чёрная пешка · e4 чёрная пешка · b3 белая пешка · e3 белая ладья · a2 белая пешка · b2 белый слон · c2 чёрная ладья · d2 белый ферзь · g2 белая пешка · h2 белая пешка · f1 белая ладья · g1 белый король | c8 чёрная ладья · h8 чёрный король · a7 чёрная пешка · b7 чёрный слон · e7 чёрный ферзь · h7 белая пешка · b6 чёрная пешка · d5 белая пешка · e5 чёрная пешка · e4 чёрная пешка · b3 белая пешка · e3 белая ладья · a2 белая пешка · b2 белый слон · c2 чёрная ладья · d2 белый ферзь · g2 белая пешка · h2 белая пешка · f1 белая ладья · g1 белый король | c8 чёрная ладья · h8 чёрный король · a7 чёрная пешка · b7 чёрный слон · e7 чёрный ферзь · h7 белая пешка · b6 чёрная пешка · d5 белая пешка · e5 чёрная пешка · e4 чёрная пешка · b3 белая пешка · e3 белая ладья · a2 белая пешка · b2 белый слон · c2 чёрная ладья · d2 белый ферзь · g2 белая пешка · h2 белая пешка · f1 белая ладья · g1 белый король | c8 чёрная ладья · h8 чёрный король · a7 чёрная пешка · b7 чёрный слон · e7 чёрный ферзь · h7 белая пешка · b6 чёрная пешка · d5 белая пешка · e5 чёрная пешка · e4 чёрная пешка · b3 белая пешка · e3 белая ладья · a2 белая пешка · b2 белый слон · c2 чёрная ладья · d2 белый ферзь · g2 белая пешка · h2 белая пешка · f1 белая ладья · g1 белый король | c8 чёрная ладья · h8 чёрный король · a7 чёрная пешка · b7 чёрный слон · e7 чёрный ферзь · h7 белая пешка · b6 чёрная пешка · d5 белая пешка · e5 чёрная пешка · e4 чёрная пешка · b3 белая пешка · e3 белая ладья · a2 белая пешка · b2 белый слон · c2 чёрная ладья · d2 белый ферзь · g2 белая пешка · h2 белая пешка · f1 белая ладья · g1 белый король | c8 чёрная ладья · h8 чёрный король · a7 чёрная пешка · b7 чёрный слон · e7 чёрный ферзь · h7 белая пешка · b6 чёрная пешка · d5 белая пешка · e5 чёрная пешка · e4 чёрная пешка · b3 белая пешка · e3 белая ладья · a2 белая пешка · b2 белый слон · c2 чёрная ладья · d2 белый ферзь · g2 белая пешка · h2 белая пешка · f1 белая ладья · g1 белый король | c8 чёрная ладья · h8 чёрный король · a7 чёрная пешка · b7 чёрный слон · e7 чёрный ферзь · h7 белая пешка · b6 чёрная пешка · d5 белая пешка · e5 чёрная пешка · e4 чёрная пешка · b3 белая пешка · e3 белая ладья · a2 белая пешка · b2 белый слон · c2 чёрная ладья · d2 белый ферзь · g2 белая пешка · h2 белая пешка · f1 белая ладья · g1 белый король | 4 |
| 3 | c8 чёрная ладья · h8 чёрный король · a7 чёрная пешка · b7 чёрный слон · e7 чёрный ферзь · h7 белая пешка · b6 чёрная пешка · d5 белая пешка · e5 чёрная пешка · e4 чёрная пешка · b3 белая пешка · e3 белая ладья · a2 белая пешка · b2 белый слон · c2 чёрная ладья · d2 белый ферзь · g2 белая пешка · h2 белая пешка · f1 белая ладья · g1 белый король | c8 чёрная ладья · h8 чёрный король · a7 чёрная пешка · b7 чёрный слон · e7 чёрный ферзь · h7 белая пешка · b6 чёрная пешка · d5 белая пешка · e5 чёрная пешка · e4 чёрная пешка · b3 белая пешка · e3 белая ладья · a2 белая пешка · b2 белый слон · c2 чёрная ладья · d2 белый ферзь · g2 белая пешка · h2 белая пешка · f1 белая ладья · g1 белый король | c8 чёрная ладья · h8 чёрный король · a7 чёрная пешка · b7 чёрный слон · e7 чёрный ферзь · h7 белая пешка · b6 чёрная пешка · d5 белая пешка · e5 чёрная пешка · e4 чёрная пешка · b3 белая пешка · e3 белая ладья · a2 белая пешка · b2 белый слон · c2 чёрная ладья · d2 белый ферзь · g2 белая пешка · h2 белая пешка · f1 белая ладья · g1 белый король | c8 чёрная ладья · h8 чёрный король · a7 чёрная пешка · b7 чёрный слон · e7 чёрный ферзь · h7 белая пешка · b6 чёрная пешка · d5 белая пешка · e5 чёрная пешка · e4 чёрная пешка · b3 белая пешка · e3 белая ладья · a2 белая пешка · b2 белый слон · c2 чёрная ладья · d2 белый ферзь · g2 белая пешка · h2 белая пешка · f1 белая ладья · g1 белый король | c8 чёрная ладья · h8 чёрный король · a7 чёрная пешка · b7 чёрный слон · e7 чёрный ферзь · h7 белая пешка · b6 чёрная пешка · d5 белая пешка · e5 чёрная пешка · e4 чёрная пешка · b3 белая пешка · e3 белая ладья · a2 белая пешка · b2 белый слон · c2 чёрная ладья · d2 белый ферзь · g2 белая пешка · h2 белая пешка · f1 белая ладья · g1 белый король | c8 чёрная ладья · h8 чёрный король · a7 чёрная пешка · b7 чёрный слон · e7 чёрный ферзь · h7 белая пешка · b6 чёрная пешка · d5 белая пешка · e5 чёрная пешка · e4 чёрная пешка · b3 белая пешка · e3 белая ладья · a2 белая пешка · b2 белый слон · c2 чёрная ладья · d2 белый ферзь · g2 белая пешка · h2 белая пешка · f1 белая ладья · g1 белый король | c8 чёрная ладья · h8 чёрный король · a7 чёрная пешка · b7 чёрный слон · e7 чёрный ферзь · h7 белая пешка · b6 чёрная пешка · d5 белая пешка · e5 чёрная пешка · e4 чёрная пешка · b3 белая пешка · e3 белая ладья · a2 белая пешка · b2 белый слон · c2 чёрная ладья · d2 белый ферзь · g2 белая пешка · h2 белая пешка · f1 белая ладья · g1 белый король | c8 чёрная ладья · h8 чёрный король · a7 чёрная пешка · b7 чёрный слон · e7 чёрный ферзь · h7 белая пешка · b6 чёрная пешка · d5 белая пешка · e5 чёрная пешка · e4 чёрная пешка · b3 белая пешка · e3 белая ладья · a2 белая пешка · b2 белый слон · c2 чёрная ладья · d2 белый ферзь · g2 белая пешка · h2 белая пешка · f1 белая ладья · g1 белый король | 3 |
| 2 | c8 чёрная ладья · h8 чёрный король · a7 чёрная пешка · b7 чёрный слон · e7 чёрный ферзь · h7 белая пешка · b6 чёрная пешка · d5 белая пешка · e5 чёрная пешка · e4 чёрная пешка · b3 белая пешка · e3 белая ладья · a2 белая пешка · b2 белый слон · c2 чёрная ладья · d2 белый ферзь · g2 белая пешка · h2 белая пешка · f1 белая ладья · g1 белый король | c8 чёрная ладья · h8 чёрный король · a7 чёрная пешка · b7 чёрный слон · e7 чёрный ферзь · h7 белая пешка · b6 чёрная пешка · d5 белая пешка · e5 чёрная пешка · e4 чёрная пешка · b3 белая пешка · e3 белая ладья · a2 белая пешка · b2 белый слон · c2 чёрная ладья · d2 белый ферзь · g2 белая пешка · h2 белая пешка · f1 белая ладья · g1 белый король | c8 чёрная ладья · h8 чёрный король · a7 чёрная пешка · b7 чёрный слон · e7 чёрный ферзь · h7 белая пешка · b6 чёрная пешка · d5 белая пешка · e5 чёрная пешка · e4 чёрная пешка · b3 белая пешка · e3 белая ладья · a2 белая пешка · b2 белый слон · c2 чёрная ладья · d2 белый ферзь · g2 белая пешка · h2 белая пешка · f1 белая ладья · g1 белый король | c8 чёрная ладья · h8 чёрный король · a7 чёрная пешка · b7 чёрный слон · e7 чёрный ферзь · h7 белая пешка · b6 чёрная пешка · d5 белая пешка · e5 чёрная пешка · e4 чёрная пешка · b3 белая пешка · e3 белая ладья · a2 белая пешка · b2 белый слон · c2 чёрная ладья · d2 белый ферзь · g2 белая пешка · h2 белая пешка · f1 белая ладья · g1 белый король | c8 чёрная ладья · h8 чёрный король · a7 чёрная пешка · b7 чёрный слон · e7 чёрный ферзь · h7 белая пешка · b6 чёрная пешка · d5 белая пешка · e5 чёрная пешка · e4 чёрная пешка · b3 белая пешка · e3 белая ладья · a2 белая пешка · b2 белый слон · c2 чёрная ладья · d2 белый ферзь · g2 белая пешка · h2 белая пешка · f1 белая ладья · g1 белый король | c8 чёрная ладья · h8 чёрный король · a7 чёрная пешка · b7 чёрный слон · e7 чёрный ферзь · h7 белая пешка · b6 чёрная пешка · d5 белая пешка · e5 чёрная пешка · e4 чёрная пешка · b3 белая пешка · e3 белая ладья · a2 белая пешка · b2 белый слон · c2 чёрная ладья · d2 белый ферзь · g2 белая пешка · h2 белая пешка · f1 белая ладья · g1 белый король | c8 чёрная ладья · h8 чёрный король · a7 чёрная пешка · b7 чёрный слон · e7 чёрный ферзь · h7 белая пешка · b6 чёрная пешка · d5 белая пешка · e5 чёрная пешка · e4 чёрная пешка · b3 белая пешка · e3 белая ладья · a2 белая пешка · b2 белый слон · c2 чёрная ладья · d2 белый ферзь · g2 белая пешка · h2 белая пешка · f1 белая ладья · g1 белый король | c8 чёрная ладья · h8 чёрный король · a7 чёрная пешка · b7 чёрный слон · e7 чёрный ферзь · h7 белая пешка · b6 чёрная пешка · d5 белая пешка · e5 чёрная пешка · e4 чёрная пешка · b3 белая пешка · e3 белая ладья · a2 белая пешка · b2 белый слон · c2 чёрная ладья · d2 белый ферзь · g2 белая пешка · h2 белая пешка · f1 белая ладья · g1 белый король | 2 |
| 1 | c8 чёрная ладья · h8 чёрный король · a7 чёрная пешка · b7 чёрный слон · e7 чёрный ферзь · h7 белая пешка · b6 чёрная пешка · d5 белая пешка · e5 чёрная пешка · e4 чёрная пешка · b3 белая пешка · e3 белая ладья · a2 белая пешка · b2 белый слон · c2 чёрная ладья · d2 белый ферзь · g2 белая пешка · h2 белая пешка · f1 белая ладья · g1 белый король | c8 чёрная ладья · h8 чёрный король · a7 чёрная пешка · b7 чёрный слон · e7 чёрный ферзь · h7 белая пешка · b6 чёрная пешка · d5 белая пешка · e5 чёрная пешка · e4 чёрная пешка · b3 белая пешка · e3 белая ладья · a2 белая пешка · b2 белый слон · c2 чёрная ладья · d2 белый ферзь · g2 белая пешка · h2 белая пешка · f1 белая ладья · g1 белый король | c8 чёрная ладья · h8 чёрный король · a7 чёрная пешка · b7 чёрный слон · e7 чёрный ферзь · h7 белая пешка · b6 чёрная пешка · d5 белая пешка · e5 чёрная пешка · e4 чёрная пешка · b3 белая пешка · e3 белая ладья · a2 белая пешка · b2 белый слон · c2 чёрная ладья · d2 белый ферзь · g2 белая пешка · h2 белая пешка · f1 белая ладья · g1 белый король | c8 чёрная ладья · h8 чёрный король · a7 чёрная пешка · b7 чёрный слон · e7 чёрный ферзь · h7 белая пешка · b6 чёрная пешка · d5 белая пешка · e5 чёрная пешка · e4 чёрная пешка · b3 белая пешка · e3 белая ладья · a2 белая пешка · b2 белый слон · c2 чёрная ладья · d2 белый ферзь · g2 белая пешка · h2 белая пешка · f1 белая ладья · g1 белый король | c8 чёрная ладья · h8 чёрный король · a7 чёрная пешка · b7 чёрный слон · e7 чёрный ферзь · h7 белая пешка · b6 чёрная пешка · d5 белая пешка · e5 чёрная пешка · e4 чёрная пешка · b3 белая пешка · e3 белая ладья · a2 белая пешка · b2 белый слон · c2 чёрная ладья · d2 белый ферзь · g2 белая пешка · h2 белая пешка · f1 белая ладья · g1 белый король | c8 чёрная ладья · h8 чёрный король · a7 чёрная пешка · b7 чёрный слон · e7 чёрный ферзь · h7 белая пешка · b6 чёрная пешка · d5 белая пешка · e5 чёрная пешка · e4 чёрная пешка · b3 белая пешка · e3 белая ладья · a2 белая пешка · b2 белый слон · c2 чёрная ладья · d2 белый ферзь · g2 белая пешка · h2 белая пешка · f1 белая ладья · g1 белый король | c8 чёрная ладья · h8 чёрный король · a7 чёрная пешка · b7 чёрный слон · e7 чёрный ферзь · h7 белая пешка · b6 чёрная пешка · d5 белая пешка · e5 чёрная пешка · e4 чёрная пешка · b3 белая пешка · e3 белая ладья · a2 белая пешка · b2 белый слон · c2 чёрная ладья · d2 белый ферзь · g2 белая пешка · h2 белая пешка · f1 белая ладья · g1 белый король | c8 чёрная ладья · h8 чёрный король · a7 чёрная пешка · b7 чёрный слон · e7 чёрный ферзь · h7 белая пешка · b6 чёрная пешка · d5 белая пешка · e5 чёрная пешка · e4 чёрная пешка · b3 белая пешка · e3 белая ладья · a2 белая пешка · b2 белый слон · c2 чёрная ладья · d2 белый ферзь · g2 белая пешка · h2 белая пешка · f1 белая ладья · g1 белый король | 1 |
|   | a | b | c | d | e | f | g | h |   |

Цукерторт — Блэкберн
28.Фb4!! Л8с5 (ферзя нельзя брать из-за мата в 7 ходов: 28... Ф:b4 29.С:e5+ Кр:h7 30.Лh3+ Крg6 31.Лf6+ Крg5 32.Лg3+ Крh5 33.Лf5+ Крh6 34.Сf4+ Крh7 35.Лh5#)

29.Лf8+! Кр:h7 (на 29... Ф:f8 следует 30.С:e5+ Кр:h7 31.Ф:e4+ и мат в четыре хода) 
 30.Ф:е4+ Kpg7 31.С:е5+ Кр:f8 32.Cg7+! Kpg8 (32... Ф:g7 33. Фe8#!)
 33.Ф:е7. Чёрные сдались.
|   | a | b | c | d | e | f | g | h |   |
| - | --- | --- | --- | --- | --- | --- | --- | --- | - |
| 8 | g8 чёрный король · a7 чёрная пешка · b7 чёрный слон · c7 белый слон · f7 чёрная пешка · g7 чёрная пешка · h7 чёрная пешка · e6 чёрная ладья · b5 белая пешка · d4 белая пешка · f3 чёрная пешка · h3 чёрный ферзь · a2 белая пешка · c2 белый конь · d2 белый ферзь · h2 белая пешка · e1 белая ладья · g1 белый король | g8 чёрный король · a7 чёрная пешка · b7 чёрный слон · c7 белый слон · f7 чёрная пешка · g7 чёрная пешка · h7 чёрная пешка · e6 чёрная ладья · b5 белая пешка · d4 белая пешка · f3 чёрная пешка · h3 чёрный ферзь · a2 белая пешка · c2 белый конь · d2 белый ферзь · h2 белая пешка · e1 белая ладья · g1 белый король | g8 чёрный король · a7 чёрная пешка · b7 чёрный слон · c7 белый слон · f7 чёрная пешка · g7 чёрная пешка · h7 чёрная пешка · e6 чёрная ладья · b5 белая пешка · d4 белая пешка · f3 чёрная пешка · h3 чёрный ферзь · a2 белая пешка · c2 белый конь · d2 белый ферзь · h2 белая пешка · e1 белая ладья · g1 белый король | g8 чёрный король · a7 чёрная пешка · b7 чёрный слон · c7 белый слон · f7 чёрная пешка · g7 чёрная пешка · h7 чёрная пешка · e6 чёрная ладья · b5 белая пешка · d4 белая пешка · f3 чёрная пешка · h3 чёрный ферзь · a2 белая пешка · c2 белый конь · d2 белый ферзь · h2 белая пешка · e1 белая ладья · g1 белый король | g8 чёрный король · a7 чёрная пешка · b7 чёрный слон · c7 белый слон · f7 чёрная пешка · g7 чёрная пешка · h7 чёрная пешка · e6 чёрная ладья · b5 белая пешка · d4 белая пешка · f3 чёрная пешка · h3 чёрный ферзь · a2 белая пешка · c2 белый конь · d2 белый ферзь · h2 белая пешка · e1 белая ладья · g1 белый король | g8 чёрный король · a7 чёрная пешка · b7 чёрный слон · c7 белый слон · f7 чёрная пешка · g7 чёрная пешка · h7 чёрная пешка · e6 чёрная ладья · b5 белая пешка · d4 белая пешка · f3 чёрная пешка · h3 чёрный ферзь · a2 белая пешка · c2 белый конь · d2 белый ферзь · h2 белая пешка · e1 белая ладья · g1 белый король | g8 чёрный король · a7 чёрная пешка · b7 чёрный слон · c7 белый слон · f7 чёрная пешка · g7 чёрная пешка · h7 чёрная пешка · e6 чёрная ладья · b5 белая пешка · d4 белая пешка · f3 чёрная пешка · h3 чёрный ферзь · a2 белая пешка · c2 белый конь · d2 белый ферзь · h2 белая пешка · e1 белая ладья · g1 белый король | g8 чёрный король · a7 чёрная пешка · b7 чёрный слон · c7 белый слон · f7 чёрная пешка · g7 чёрная пешка · h7 чёрная пешка · e6 чёрная ладья · b5 белая пешка · d4 белая пешка · f3 чёрная пешка · h3 чёрный ферзь · a2 белая пешка · c2 белый конь · d2 белый ферзь · h2 белая пешка · e1 белая ладья · g1 белый король | 8 |
| 7 | g8 чёрный король · a7 чёрная пешка · b7 чёрный слон · c7 белый слон · f7 чёрная пешка · g7 чёрная пешка · h7 чёрная пешка · e6 чёрная ладья · b5 белая пешка · d4 белая пешка · f3 чёрная пешка · h3 чёрный ферзь · a2 белая пешка · c2 белый конь · d2 белый ферзь · h2 белая пешка · e1 белая ладья · g1 белый король | g8 чёрный король · a7 чёрная пешка · b7 чёрный слон · c7 белый слон · f7 чёрная пешка · g7 чёрная пешка · h7 чёрная пешка · e6 чёрная ладья · b5 белая пешка · d4 белая пешка · f3 чёрная пешка · h3 чёрный ферзь · a2 белая пешка · c2 белый конь · d2 белый ферзь · h2 белая пешка · e1 белая ладья · g1 белый король | g8 чёрный король · a7 чёрная пешка · b7 чёрный слон · c7 белый слон · f7 чёрная пешка · g7 чёрная пешка · h7 чёрная пешка · e6 чёрная ладья · b5 белая пешка · d4 белая пешка · f3 чёрная пешка · h3 чёрный ферзь · a2 белая пешка · c2 белый конь · d2 белый ферзь · h2 белая пешка · e1 белая ладья · g1 белый король | g8 чёрный король · a7 чёрная пешка · b7 чёрный слон · c7 белый слон · f7 чёрная пешка · g7 чёрная пешка · h7 чёрная пешка · e6 чёрная ладья · b5 белая пешка · d4 белая пешка · f3 чёрная пешка · h3 чёрный ферзь · a2 белая пешка · c2 белый конь · d2 белый ферзь · h2 белая пешка · e1 белая ладья · g1 белый король | g8 чёрный король · a7 чёрная пешка · b7 чёрный слон · c7 белый слон · f7 чёрная пешка · g7 чёрная пешка · h7 чёрная пешка · e6 чёрная ладья · b5 белая пешка · d4 белая пешка · f3 чёрная пешка · h3 чёрный ферзь · a2 белая пешка · c2 белый конь · d2 белый ферзь · h2 белая пешка · e1 белая ладья · g1 белый король | g8 чёрный король · a7 чёрная пешка · b7 чёрный слон · c7 белый слон · f7 чёрная пешка · g7 чёрная пешка · h7 чёрная пешка · e6 чёрная ладья · b5 белая пешка · d4 белая пешка · f3 чёрная пешка · h3 чёрный ферзь · a2 белая пешка · c2 белый конь · d2 белый ферзь · h2 белая пешка · e1 белая ладья · g1 белый король | g8 чёрный король · a7 чёрная пешка · b7 чёрный слон · c7 белый слон · f7 чёрная пешка · g7 чёрная пешка · h7 чёрная пешка · e6 чёрная ладья · b5 белая пешка · d4 белая пешка · f3 чёрная пешка · h3 чёрный ферзь · a2 белая пешка · c2 белый конь · d2 белый ферзь · h2 белая пешка · e1 белая ладья · g1 белый король | g8 чёрный король · a7 чёрная пешка · b7 чёрный слон · c7 белый слон · f7 чёрная пешка · g7 чёрная пешка · h7 чёрная пешка · e6 чёрная ладья · b5 белая пешка · d4 белая пешка · f3 чёрная пешка · h3 чёрный ферзь · a2 белая пешка · c2 белый конь · d2 белый ферзь · h2 белая пешка · e1 белая ладья · g1 белый король | 7 |
| 6 | g8 чёрный король · a7 чёрная пешка · b7 чёрный слон · c7 белый слон · f7 чёрная пешка · g7 чёрная пешка · h7 чёрная пешка · e6 чёрная ладья · b5 белая пешка · d4 белая пешка · f3 чёрная пешка · h3 чёрный ферзь · a2 белая пешка · c2 белый конь · d2 белый ферзь · h2 белая пешка · e1 белая ладья · g1 белый король | g8 чёрный король · a7 чёрная пешка · b7 чёрный слон · c7 белый слон · f7 чёрная пешка · g7 чёрная пешка · h7 чёрная пешка · e6 чёрная ладья · b5 белая пешка · d4 белая пешка · f3 чёрная пешка · h3 чёрный ферзь · a2 белая пешка · c2 белый конь · d2 белый ферзь · h2 белая пешка · e1 белая ладья · g1 белый король | g8 чёрный король · a7 чёрная пешка · b7 чёрный слон · c7 белый слон · f7 чёрная пешка · g7 чёрная пешка · h7 чёрная пешка · e6 чёрная ладья · b5 белая пешка · d4 белая пешка · f3 чёрная пешка · h3 чёрный ферзь · a2 белая пешка · c2 белый конь · d2 белый ферзь · h2 белая пешка · e1 белая ладья · g1 белый король | g8 чёрный король · a7 чёрная пешка · b7 чёрный слон · c7 белый слон · f7 чёрная пешка · g7 чёрная пешка · h7 чёрная пешка · e6 чёрная ладья · b5 белая пешка · d4 белая пешка · f3 чёрная пешка · h3 чёрный ферзь · a2 белая пешка · c2 белый конь · d2 белый ферзь · h2 белая пешка · e1 белая ладья · g1 белый король | g8 чёрный король · a7 чёрная пешка · b7 чёрный слон · c7 белый слон · f7 чёрная пешка · g7 чёрная пешка · h7 чёрная пешка · e6 чёрная ладья · b5 белая пешка · d4 белая пешка · f3 чёрная пешка · h3 чёрный ферзь · a2 белая пешка · c2 белый конь · d2 белый ферзь · h2 белая пешка · e1 белая ладья · g1 белый король | g8 чёрный король · a7 чёрная пешка · b7 чёрный слон · c7 белый слон · f7 чёрная пешка · g7 чёрная пешка · h7 чёрная пешка · e6 чёрная ладья · b5 белая пешка · d4 белая пешка · f3 чёрная пешка · h3 чёрный ферзь · a2 белая пешка · c2 белый конь · d2 белый ферзь · h2 белая пешка · e1 белая ладья · g1 белый король | g8 чёрный король · a7 чёрная пешка · b7 чёрный слон · c7 белый слон · f7 чёрная пешка · g7 чёрная пешка · h7 чёрная пешка · e6 чёрная ладья · b5 белая пешка · d4 белая пешка · f3 чёрная пешка · h3 чёрный ферзь · a2 белая пешка · c2 белый конь · d2 белый ферзь · h2 белая пешка · e1 белая ладья · g1 белый король | g8 чёрный король · a7 чёрная пешка · b7 чёрный слон · c7 белый слон · f7 чёрная пешка · g7 чёрная пешка · h7 чёрная пешка · e6 чёрная ладья · b5 белая пешка · d4 белая пешка · f3 чёрная пешка · h3 чёрный ферзь · a2 белая пешка · c2 белый конь · d2 белый ферзь · h2 белая пешка · e1 белая ладья · g1 белый король | 6 |
| 5 | g8 чёрный король · a7 чёрная пешка · b7 чёрный слон · c7 белый слон · f7 чёрная пешка · g7 чёрная пешка · h7 чёрная пешка · e6 чёрная ладья · b5 белая пешка · d4 белая пешка · f3 чёрная пешка · h3 чёрный ферзь · a2 белая пешка · c2 белый конь · d2 белый ферзь · h2 белая пешка · e1 белая ладья · g1 белый король | g8 чёрный король · a7 чёрная пешка · b7 чёрный слон · c7 белый слон · f7 чёрная пешка · g7 чёрная пешка · h7 чёрная пешка · e6 чёрная ладья · b5 белая пешка · d4 белая пешка · f3 чёрная пешка · h3 чёрный ферзь · a2 белая пешка · c2 белый конь · d2 белый ферзь · h2 белая пешка · e1 белая ладья · g1 белый король | g8 чёрный король · a7 чёрная пешка · b7 чёрный слон · c7 белый слон · f7 чёрная пешка · g7 чёрная пешка · h7 чёрная пешка · e6 чёрная ладья · b5 белая пешка · d4 белая пешка · f3 чёрная пешка · h3 чёрный ферзь · a2 белая пешка · c2 белый конь · d2 белый ферзь · h2 белая пешка · e1 белая ладья · g1 белый король | g8 чёрный король · a7 чёрная пешка · b7 чёрный слон · c7 белый слон · f7 чёрная пешка · g7 чёрная пешка · h7 чёрная пешка · e6 чёрная ладья · b5 белая пешка · d4 белая пешка · f3 чёрная пешка · h3 чёрный ферзь · a2 белая пешка · c2 белый конь · d2 белый ферзь · h2 белая пешка · e1 белая ладья · g1 белый король | g8 чёрный король · a7 чёрная пешка · b7 чёрный слон · c7 белый слон · f7 чёрная пешка · g7 чёрная пешка · h7 чёрная пешка · e6 чёрная ладья · b5 белая пешка · d4 белая пешка · f3 чёрная пешка · h3 чёрный ферзь · a2 белая пешка · c2 белый конь · d2 белый ферзь · h2 белая пешка · e1 белая ладья · g1 белый король | g8 чёрный король · a7 чёрная пешка · b7 чёрный слон · c7 белый слон · f7 чёрная пешка · g7 чёрная пешка · h7 чёрная пешка · e6 чёрная ладья · b5 белая пешка · d4 белая пешка · f3 чёрная пешка · h3 чёрный ферзь · a2 белая пешка · c2 белый конь · d2 белый ферзь · h2 белая пешка · e1 белая ладья · g1 белый король | g8 чёрный король · a7 чёрная пешка · b7 чёрный слон · c7 белый слон · f7 чёрная пешка · g7 чёрная пешка · h7 чёрная пешка · e6 чёрная ладья · b5 белая пешка · d4 белая пешка · f3 чёрная пешка · h3 чёрный ферзь · a2 белая пешка · c2 белый конь · d2 белый ферзь · h2 белая пешка · e1 белая ладья · g1 белый король | g8 чёрный король · a7 чёрная пешка · b7 чёрный слон · c7 белый слон · f7 чёрная пешка · g7 чёрная пешка · h7 чёрная пешка · e6 чёрная ладья · b5 белая пешка · d4 белая пешка · f3 чёрная пешка · h3 чёрный ферзь · a2 белая пешка · c2 белый конь · d2 белый ферзь · h2 белая пешка · e1 белая ладья · g1 белый король | 5 |
| 4 | g8 чёрный король · a7 чёрная пешка · b7 чёрный слон · c7 белый слон · f7 чёрная пешка · g7 чёрная пешка · h7 чёрная пешка · e6 чёрная ладья · b5 белая пешка · d4 белая пешка · f3 чёрная пешка · h3 чёрный ферзь · a2 белая пешка · c2 белый конь · d2 белый ферзь · h2 белая пешка · e1 белая ладья · g1 белый король | g8 чёрный король · a7 чёрная пешка · b7 чёрный слон · c7 белый слон · f7 чёрная пешка · g7 чёрная пешка · h7 чёрная пешка · e6 чёрная ладья · b5 белая пешка · d4 белая пешка · f3 чёрная пешка · h3 чёрный ферзь · a2 белая пешка · c2 белый конь · d2 белый ферзь · h2 белая пешка · e1 белая ладья · g1 белый король | g8 чёрный король · a7 чёрная пешка · b7 чёрный слон · c7 белый слон · f7 чёрная пешка · g7 чёрная пешка · h7 чёрная пешка · e6 чёрная ладья · b5 белая пешка · d4 белая пешка · f3 чёрная пешка · h3 чёрный ферзь · a2 белая пешка · c2 белый конь · d2 белый ферзь · h2 белая пешка · e1 белая ладья · g1 белый король | g8 чёрный король · a7 чёрная пешка · b7 чёрный слон · c7 белый слон · f7 чёрная пешка · g7 чёрная пешка · h7 чёрная пешка · e6 чёрная ладья · b5 белая пешка · d4 белая пешка · f3 чёрная пешка · h3 чёрный ферзь · a2 белая пешка · c2 белый конь · d2 белый ферзь · h2 белая пешка · e1 белая ладья · g1 белый король | g8 чёрный король · a7 чёрная пешка · b7 чёрный слон · c7 белый слон · f7 чёрная пешка · g7 чёрная пешка · h7 чёрная пешка · e6 чёрная ладья · b5 белая пешка · d4 белая пешка · f3 чёрная пешка · h3 чёрный ферзь · a2 белая пешка · c2 белый конь · d2 белый ферзь · h2 белая пешка · e1 белая ладья · g1 белый король | g8 чёрный король · a7 чёрная пешка · b7 чёрный слон · c7 белый слон · f7 чёрная пешка · g7 чёрная пешка · h7 чёрная пешка · e6 чёрная ладья · b5 белая пешка · d4 белая пешка · f3 чёрная пешка · h3 чёрный ферзь · a2 белая пешка · c2 белый конь · d2 белый ферзь · h2 белая пешка · e1 белая ладья · g1 белый король | g8 чёрный король · a7 чёрная пешка · b7 чёрный слон · c7 белый слон · f7 чёрная пешка · g7 чёрная пешка · h7 чёрная пешка · e6 чёрная ладья · b5 белая пешка · d4 белая пешка · f3 чёрная пешка · h3 чёрный ферзь · a2 белая пешка · c2 белый конь · d2 белый ферзь · h2 белая пешка · e1 белая ладья · g1 белый король | g8 чёрный король · a7 чёрная пешка · b7 чёрный слон · c7 белый слон · f7 чёрная пешка · g7 чёрная пешка · h7 чёрная пешка · e6 чёрная ладья · b5 белая пешка · d4 белая пешка · f3 чёрная пешка · h3 чёрный ферзь · a2 белая пешка · c2 белый конь · d2 белый ферзь · h2 белая пешка · e1 белая ладья · g1 белый король | 4 |
| 3 | g8 чёрный король · a7 чёрная пешка · b7 чёрный слон · c7 белый слон · f7 чёрная пешка · g7 чёрная пешка · h7 чёрная пешка · e6 чёрная ладья · b5 белая пешка · d4 белая пешка · f3 чёрная пешка · h3 чёрный ферзь · a2 белая пешка · c2 белый конь · d2 белый ферзь · h2 белая пешка · e1 белая ладья · g1 белый король | g8 чёрный король · a7 чёрная пешка · b7 чёрный слон · c7 белый слон · f7 чёрная пешка · g7 чёрная пешка · h7 чёрная пешка · e6 чёрная ладья · b5 белая пешка · d4 белая пешка · f3 чёрная пешка · h3 чёрный ферзь · a2 белая пешка · c2 белый конь · d2 белый ферзь · h2 белая пешка · e1 белая ладья · g1 белый король | g8 чёрный король · a7 чёрная пешка · b7 чёрный слон · c7 белый слон · f7 чёрная пешка · g7 чёрная пешка · h7 чёрная пешка · e6 чёрная ладья · b5 белая пешка · d4 белая пешка · f3 чёрная пешка · h3 чёрный ферзь · a2 белая пешка · c2 белый конь · d2 белый ферзь · h2 белая пешка · e1 белая ладья · g1 белый король | g8 чёрный король · a7 чёрная пешка · b7 чёрный слон · c7 белый слон · f7 чёрная пешка · g7 чёрная пешка · h7 чёрная пешка · e6 чёрная ладья · b5 белая пешка · d4 белая пешка · f3 чёрная пешка · h3 чёрный ферзь · a2 белая пешка · c2 белый конь · d2 белый ферзь · h2 белая пешка · e1 белая ладья · g1 белый король | g8 чёрный король · a7 чёрная пешка · b7 чёрный слон · c7 белый слон · f7 чёрная пешка · g7 чёрная пешка · h7 чёрная пешка · e6 чёрная ладья · b5 белая пешка · d4 белая пешка · f3 чёрная пешка · h3 чёрный ферзь · a2 белая пешка · c2 белый конь · d2 белый ферзь · h2 белая пешка · e1 белая ладья · g1 белый король | g8 чёрный король · a7 чёрная пешка · b7 чёрный слон · c7 белый слон · f7 чёрная пешка · g7 чёрная пешка · h7 чёрная пешка · e6 чёрная ладья · b5 белая пешка · d4 белая пешка · f3 чёрная пешка · h3 чёрный ферзь · a2 белая пешка · c2 белый конь · d2 белый ферзь · h2 белая пешка · e1 белая ладья · g1 белый король | g8 чёрный король · a7 чёрная пешка · b7 чёрный слон · c7 белый слон · f7 чёрная пешка · g7 чёрная пешка · h7 чёрная пешка · e6 чёрная ладья · b5 белая пешка · d4 белая пешка · f3 чёрная пешка · h3 чёрный ферзь · a2 белая пешка · c2 белый конь · d2 белый ферзь · h2 белая пешка · e1 белая ладья · g1 белый король | g8 чёрный король · a7 чёрная пешка · b7 чёрный слон · c7 белый слон · f7 чёрная пешка · g7 чёрная пешка · h7 чёрная пешка · e6 чёрная ладья · b5 белая пешка · d4 белая пешка · f3 чёрная пешка · h3 чёрный ферзь · a2 белая пешка · c2 белый конь · d2 белый ферзь · h2 белая пешка · e1 белая ладья · g1 белый король | 3 |
| 2 | g8 чёрный король · a7 чёрная пешка · b7 чёрный слон · c7 белый слон · f7 чёрная пешка · g7 чёрная пешка · h7 чёрная пешка · e6 чёрная ладья · b5 белая пешка · d4 белая пешка · f3 чёрная пешка · h3 чёрный ферзь · a2 белая пешка · c2 белый конь · d2 белый ферзь · h2 белая пешка · e1 белая ладья · g1 белый король | g8 чёрный король · a7 чёрная пешка · b7 чёрный слон · c7 белый слон · f7 чёрная пешка · g7 чёрная пешка · h7 чёрная пешка · e6 чёрная ладья · b5 белая пешка · d4 белая пешка · f3 чёрная пешка · h3 чёрный ферзь · a2 белая пешка · c2 белый конь · d2 белый ферзь · h2 белая пешка · e1 белая ладья · g1 белый король | g8 чёрный король · a7 чёрная пешка · b7 чёрный слон · c7 белый слон · f7 чёрная пешка · g7 чёрная пешка · h7 чёрная пешка · e6 чёрная ладья · b5 белая пешка · d4 белая пешка · f3 чёрная пешка · h3 чёрный ферзь · a2 белая пешка · c2 белый конь · d2 белый ферзь · h2 белая пешка · e1 белая ладья · g1 белый король | g8 чёрный король · a7 чёрная пешка · b7 чёрный слон · c7 белый слон · f7 чёрная пешка · g7 чёрная пешка · h7 чёрная пешка · e6 чёрная ладья · b5 белая пешка · d4 белая пешка · f3 чёрная пешка · h3 чёрный ферзь · a2 белая пешка · c2 белый конь · d2 белый ферзь · h2 белая пешка · e1 белая ладья · g1 белый король | g8 чёрный король · a7 чёрная пешка · b7 чёрный слон · c7 белый слон · f7 чёрная пешка · g7 чёрная пешка · h7 чёрная пешка · e6 чёрная ладья · b5 белая пешка · d4 белая пешка · f3 чёрная пешка · h3 чёрный ферзь · a2 белая пешка · c2 белый конь · d2 белый ферзь · h2 белая пешка · e1 белая ладья · g1 белый король | g8 чёрный король · a7 чёрная пешка · b7 чёрный слон · c7 белый слон · f7 чёрная пешка · g7 чёрная пешка · h7 чёрная пешка · e6 чёрная ладья · b5 белая пешка · d4 белая пешка · f3 чёрная пешка · h3 чёрный ферзь · a2 белая пешка · c2 белый конь · d2 белый ферзь · h2 белая пешка · e1 белая ладья · g1 белый король | g8 чёрный король · a7 чёрная пешка · b7 чёрный слон · c7 белый слон · f7 чёрная пешка · g7 чёрная пешка · h7 чёрная пешка · e6 чёрная ладья · b5 белая пешка · d4 белая пешка · f3 чёрная пешка · h3 чёрный ферзь · a2 белая пешка · c2 белый конь · d2 белый ферзь · h2 белая пешка · e1 белая ладья · g1 белый король | g8 чёрный король · a7 чёрная пешка · b7 чёрный слон · c7 белый слон · f7 чёрная пешка · g7 чёрная пешка · h7 чёрная пешка · e6 чёрная ладья · b5 белая пешка · d4 белая пешка · f3 чёрная пешка · h3 чёрный ферзь · a2 белая пешка · c2 белый конь · d2 белый ферзь · h2 белая пешка · e1 белая ладья · g1 белый король | 2 |
| 1 | g8 чёрный король · a7 чёрная пешка · b7 чёрный слон · c7 белый слон · f7 чёрная пешка · g7 чёрная пешка · h7 чёрная пешка · e6 чёрная ладья · b5 белая пешка · d4 белая пешка · f3 чёрная пешка · h3 чёрный ферзь · a2 белая пешка · c2 белый конь · d2 белый ферзь · h2 белая пешка · e1 белая ладья · g1 белый король | g8 чёрный король · a7 чёрная пешка · b7 чёрный слон · c7 белый слон · f7 чёрная пешка · g7 чёрная пешка · h7 чёрная пешка · e6 чёрная ладья · b5 белая пешка · d4 белая пешка · f3 чёрная пешка · h3 чёрный ферзь · a2 белая пешка · c2 белый конь · d2 белый ферзь · h2 белая пешка · e1 белая ладья · g1 белый король | g8 чёрный король · a7 чёрная пешка · b7 чёрный слон · c7 белый слон · f7 чёрная пешка · g7 чёрная пешка · h7 чёрная пешка · e6 чёрная ладья · b5 белая пешка · d4 белая пешка · f3 чёрная пешка · h3 чёрный ферзь · a2 белая пешка · c2 белый конь · d2 белый ферзь · h2 белая пешка · e1 белая ладья · g1 белый король | g8 чёрный король · a7 чёрная пешка · b7 чёрный слон · c7 белый слон · f7 чёрная пешка · g7 чёрная пешка · h7 чёрная пешка · e6 чёрная ладья · b5 белая пешка · d4 белая пешка · f3 чёрная пешка · h3 чёрный ферзь · a2 белая пешка · c2 белый конь · d2 белый ферзь · h2 белая пешка · e1 белая ладья · g1 белый король | g8 чёрный король · a7 чёрная пешка · b7 чёрный слон · c7 белый слон · f7 чёрная пешка · g7 чёрная пешка · h7 чёрная пешка · e6 чёрная ладья · b5 белая пешка · d4 белая пешка · f3 чёрная пешка · h3 чёрный ферзь · a2 белая пешка · c2 белый конь · d2 белый ферзь · h2 белая пешка · e1 белая ладья · g1 белый король | g8 чёрный король · a7 чёрная пешка · b7 чёрный слон · c7 белый слон · f7 чёрная пешка · g7 чёрная пешка · h7 чёрная пешка · e6 чёрная ладья · b5 белая пешка · d4 белая пешка · f3 чёрная пешка · h3 чёрный ферзь · a2 белая пешка · c2 белый конь · d2 белый ферзь · h2 белая пешка · e1 белая ладья · g1 белый король | g8 чёрный король · a7 чёрная пешка · b7 чёрный слон · c7 белый слон · f7 чёрная пешка · g7 чёрная пешка · h7 чёрная пешка · e6 чёрная ладья · b5 белая пешка · d4 белая пешка · f3 чёрная пешка · h3 чёрный ферзь · a2 белая пешка · c2 белый конь · d2 белый ферзь · h2 белая пешка · e1 белая ладья · g1 белый король | g8 чёрный король · a7 чёрная пешка · b7 чёрный слон · c7 белый слон · f7 чёрная пешка · g7 чёрная пешка · h7 чёрная пешка · e6 чёрная ладья · b5 белая пешка · d4 белая пешка · f3 чёрная пешка · h3 чёрный ферзь · a2 белая пешка · c2 белый конь · d2 белый ферзь · h2 белая пешка · e1 белая ладья · g1 белый король | 1 |
|   | a | b | c | d | e | f | g | h |   |

Стейниц — Розенталь
33... Лg6+ 34. Сg3 Л:g3+! 35. hg f2+! 36. Кр:f2 (36. Ф:f2 Фh1#)

Фg2+ 37. Крe3 Фf3#

### Турнирная таблица
|    | Участник           | 1   | 2   | 3   | 4   | 5   | 6   | 7   | 8   | 9   | 10  | 11  | 12  | 13  | 14  |  | Очки | Место |
| -- | ------------------ | --- | --- | --- | --- | --- | --- | --- | --- | --- | --- | --- | --- | --- | --- |  | ---- | ----- |
| 1  | Цукерторт, Иоганн  |     | 0 1 | 1 1 | 1 1 | 1 1 | 1 0 | 1 1 | 1 1 | 1 1 | 1 1 | 1 1 | 1 0 | 1 0 | 1 + |  | 22   | 1     |
| 2  | Стейниц, Вильгельм | 1 0 |     | 0 1 | 0 0 | 0 1 | 1 1 | 1 1 | 0 0 | 1 1 | 1 1 | 1 1 | 1 1 | 1 1 | 1 + |  | 19   | 2     |
| 3  | Блэкберн, Джозеф   | 0 0 | 1 0 |     | 0 1 | 1 0 | 0 0 | 1 1 | 1 - | ½ 1 | 0 1 | 1 1 | 1 1 | 1 1 | 1 1 |  | 16½  | 3     |
| 4  | Чигорин, Михаил    | 0 0 | 1 1 | 1 0 |     | 0 1 | 1 1 | 0 1 | 0 1 | 1 0 | 1 0 | 1 0 | 1 1 | 1 0 | 1 + |  | 16   | 4     |
| 5  | Энглиш, Бертольд   | 0 0 | 1 0 | 0 1 | 1 0 |     | ½ ½ | 0 0 | ½ 1 | 0 1 | 0 1 | 1 1 | 1 1 | 1 1 | 1 + |  | 15½  | 5—7   |
| 6  | Мэкензи, Джордж    | 0 1 | 0 0 | 1 1 | 0 0 | ½ ½ |     | 0 1 | 0 1 | 0 1 | 0 1 | 1 1 | ½ 1 | 1 1 | 1 + |  | 15½  | 5—7   |
| 7  | Мэзон, Джеймс      | 0 0 | 0 0 | 0 0 | 1 0 | 1 1 | 1 0 |     | 1 0 | 1 0 | 1 1 | ½ 1 | 1 1 | 1 1 | 1 + |  | 15½  | 5—7   |
| 8  | Розенталь, Самуэль | 0 0 | 1 1 | 0 - | 1 0 | ½ 0 | 1 0 | 0 1 |     | ½ 1 | 1 0 | 0 1 | 0 1 | 1 1 | 1 + |  | 14   | 8     |
| 9  | Винавер, Шимон     | 0 0 | 0 0 | ½ 0 | 0 1 | 1 0 | 1 0 | 0 1 | ½ 0 |     | 0 1 | 1 0 | 1 1 | 1 1 | 1 + |  | 13   | 9     |
| 10 | Берд, Генри        | 0 0 | 0 0 | 1 0 | 0 1 | 1 0 | 1 0 | 0 0 | 0 1 | 1 0 |     | 0 0 | 1 1 | 1 1 | 1 + |  | 12   | 10    |
| 11 | Ноа, Йожеф         | 0 0 | 0 0 | 0 0 | 0 1 | 0 0 | 0 0 | ½ 0 | 1 0 | 0 1 | 1 1 |     | 0 1 | 1 1 | 0 + |  | 9½   | 11    |
| 12 | Селлмэн, Александр | 0 1 | 0 0 | 0 0 | 0 0 | 0 0 | ½ 0 | 0 0 | 1 0 | 0 0 | 0 0 | 1 0 |     | 1 1 | 0 + |  | 6½   | 12    |
| 13 | Мортимер, Джеймс   | 0 1 | 0 0 | 0 0 | 0 1 | 0 0 | 0 0 | 0 0 | 0 0 | 0 0 | 0 0 | 0 0 | 0 0 |     | 0 1 |  | 3    | 13—14 |
| 14 | Скипуорт, Артур    | 0 - | 0 - | 0 0 | 0 - | 0 - | 0 - | 0 - | 0 - | 0 - | 0 - | 1 - | 1 - | 1 0 |     |  | 3    | 13—14 |

## Побочный турнир
Побочный турнир, называемый также «Визиангарам-турнир», проходил одновременно с главным и в том же помещении, но с немного другим регламентом. Противники играли друг с другом по одной партии. Ничьи не переигрывались, а сразу приносили каждому по ½ очка. Контроль времени — 20 ходов в час. Записывать партии было не обязательно, поэтому не все они сохранились. Первый приз составлял 80 фунтов.
|    | Участник             | 1 | 2 | 3 | 4 | 5 | 6 | 7 | 8 | 9 | 10 | 11 | 12 | 13 | 14 | 15 | 16 | 17 | 18 | 19 | 20 | 21 | 22 | 23 | 24 | 25 | 26 |  | Очки | Место |
| -- | -------------------- | - | - | - | - | - | - | - | - | - | -- | -- | -- | -- | -- | -- | -- | -- | -- | -- | -- | -- | -- | -- | -- | -- | -- |  | ---- | ----- |
| 1  | Барделебен, Курт     |   | 1 | 1 | ½ | 1 | ½ | ½ | 1 | 1 | 1  | 0  | 1  | ½  | 1  | 1  | ½  | 1  | 1  | 1  | 1  | 1  | 1  | 1  | 1  | 1  | 1  |  | 21½  | 1     |
| 2  | Фишер, Бернард       | 0 |   | 1 | 0 | 1 | 0 | 1 | 0 | 1 | ½  | 1  | 1  | 1  | 1  | 1  | 1  | 1  | 1  | 1  | 1  | 1  | 1  | 1  | 1  | 1  | 1  |  | 20½  | 2     |
| 3  | Мак-Доннел, Джордж   | 0 | 0 |   | 1 | 0 | 0 | 1 | 1 | 1 | 1  | 1  | 1  | 1  | 1  | 1  | ½  | 1  | 0  | 1  | 1  | 1  | 1  | 1  | 1  | 1  | 1  |  | 19½  | 3     |
| 4  | Гунсберг, Исидор     | ½ | 1 | 0 |   | 1 | ½ | 1 | 1 | 0 | 1  | 0  | 1  | 1  | 1  | 0  | 1  | 1  | 1  | 1  | 1  | 0  | 1  | 1  | 1  | 1  | 1  |  | 19   | 4     |
| 5  | Госсип, Джордж       | 0 | 0 | 1 | 0 |   | 1 | 0 | ½ | 1 | 1  | ½  | ½  | 0  | 1  | 1  | ½  | ½  | 1  | 1  | 1  | 1  | 1  | 1  | 1  | 1  | 1  |  | 17½  | 5—6   |
| 6  | Ранкен, Чарлз        | ½ | 1 | 1 | ½ | 0 |   | ½ | 1 | 0 | 1  | 0  | 1  | 0  | 1  | 1  | 1  | 1  | 0  | ½  | 1  | ½  | 1  | 1  | 1  | 1  | 1  |  | 17½  | 5—6   |
| 7  | Ламберт, Чарлз       | ½ | 0 | 0 | 0 | 1 | ½ |   | 0 | 0 | 1  | 1  | 1  | 0  | ½  | 1  | 1  | 0  | 1  | 1  | 1  | 1  | 1  | 1  | 1  | 1  | 1  |  | 16½  | 7     |
| 8  | Пайпер, Томас        | 0 | 1 | 0 | 0 | ½ | 0 | 1 |   | 0 | 0  | 1  | 1  | 1  | ½  | ½  | ½  | 1  | 1  | 0  | 1  | 1  | 1  | 1  | 1  | 1  | 1  |  | 16   | 8     |
| 9  | Ли, Генри            | 0 | 0 | 0 | 0 | 0 | 1 | 1 | 1 |   | 0  | ½  | 0  | 1  | 1  | 1  | 1  | 1  | 0  | 0  | 1  | 1  | 1  | 1  | 1  | 1  | 1  |  | 15½  | 9     |
| 10 | Манделл, Уильям      | 0 | ½ | 0 | 0 | 0 | 0 | 0 | 1 | 1 |    | 1  | 1  | 1  | 0  | ½  | 0  | 1  | 1  | 1  | 1  | 0  | 1  | 1  | 1  | 1  | 1  |  | 15   | 10    |
| 11 | Монтегю, Уолтер      | 1 | 0 | 0 | 1 | ½ | 1 | 0 | 0 | ½ | 0  |    | 0  | 1  | 0  | 1  | 1  | 1  | 0  | 0  | ½  | 1  | 1  | 1  | 1  | 1  | 1  |  | 14½  | 11—13 |
| 12 | Хантер, Ф.           | 0 | 0 | 0 | 0 | ½ | 0 | 0 | 0 | 1 | 0  | 1  |    | 1  | 0  | 1  | 1  | 1  | 1  | 1  | 1  | 1  | 1  | 1  | 0  | 1  | 1  |  | 14½  | 11—13 |
| 13 | Лорд, Джон           | ½ | 0 | 0 | 0 | 1 | 1 | 1 | 0 | 0 | 0  | 0  | 0  |    | 0  | 1  | ½  | 1  | 1  | ½  | 1  | 1  | 1  | 1  | 1  | 1  | 1  |  | 14½  | 11—13 |
| 14 | Линдсей, Уильям      | 0 | 0 | 0 | 0 | 0 | 0 | ½ | ½ | 0 | 1  | 1  | 1  | 1  |    | 0  | ½  | ½  | 0  | 1  | 1  | 1  | 0  | 0  | 1  | 1  | 1  |  | 12   | 14—15 |
| 15 | Минчин, Джеймс       | 0 | 0 | 0 | 1 | 0 | 0 | 0 | ½ | 0 | ½  | 0  | 0  | 0  | 1  |    | 1  | 1  | 0  | 1  | 0  | 1  | 1  | 1  | 1  | 1  | 1  |  | 12   | 14—15 |
| 16 | Вайс, Уильям         | ½ | 0 | ½ | 0 | ½ | 0 | 0 | ½ | 0 | 1  | 0  | 0  | ½  | ½  | 0  |    | 0  | ½  | ½  | 1  | 1  | 1  | ½  | 1  | 1  | 1  |  | 11½  | 16    |
| 17 | Энсор, Фрэнсис       | 0 | 0 | 0 | 0 | ½ | 0 | 1 | 0 | 0 | 0  | 0  | 0  | 0  | ½  | 0  | 1  |    | 1  | 0  | 1  | 1  | 1  | 1  | 1  | 1  | 1  |  | 11   | 17    |
| 18 | Бенима, Леви         | 0 | 0 | 1 | 0 | 0 | 1 | 0 | 0 | 1 | 0  | 1  | 0  | 0  | 1  | 1  | ½  | 0  |    | 0  | 0  | 1  | 0  | 0  | 1  | 1  | 1  |  | 10½  | 18—19 |
| 19 | Ванситтарт, Сирил    | 0 | 0 | 0 | 0 | 0 | ½ | 0 | 1 | 1 | 0  | 1  | 0  | ½  | 0  | 0  | ½  | 1  | 1  |    | 0  | 1  | 0  | ½  | 1  | ½  | 1  |  | 10½  | 18—19 |
| 20 | Февре, Леон          | 0 | 0 | 0 | 0 | 0 | 0 | 0 | 0 | 0 | 0  | ½  | 0  | 0  | 0  | 1  | 0  | 0  | 1  | 1  |    | ½  | 1  | 1  | 1  | 1  | 0  |  | 8    | 20    |
| 21 | Ньюхем, Уильям       | 0 | 0 | 0 | 1 | 0 | ½ | 0 | 0 | 0 | 1  | 0  | 0  | 0  | 0  | 0  | 0  | 0  | 0  | 0  | ½  |    | 0  | 1  | 1  | 1  | 1  |  | 7    | 21—22 |
| 22 | Уэст, Джеймс         | 0 | 0 | 0 | 0 | 0 | 0 | 0 | 0 | 0 | 0  | 0  | 0  | 0  | 1  | 0  | 0  | 0  | 1  | 1  | 0  | 1  |    | 1  | 0  | 1  | 1  |  | 7    | 21—22 |
| 23 | Рэбсон, Ричард       | 0 | 0 | 0 | 0 | 0 | 0 | 0 | 0 | 0 | 0  | 0  | 0  | 0  | 1  | 0  | ½  | 0  | 1  | ½  | 0  | 0  | 0  |    | 1  | 1  | 1  |  | 6    | 23    |
| 24 | Пуллер, Артур Джайлз | 0 | 0 | 0 | 0 | 0 | 0 | 0 | 0 | 0 | 0  | 0  | 1  | 0  | 0  | 0  | 0  | 0  | 0  | 0  | 0  | 0  | 1  | 0  |    | 1  | 1  |  | 4    | 24    |
| 25 | Пилкингтон, Ричард   | 0 | 0 | 0 | 0 | 0 | 0 | 0 | 0 | 0 | 0  | 0  | 0  | 0  | 0  | 0  | 0  | 0  | 0  | ½  | 0  | 0  | 0  | 0  | 0  |    | 1  |  | 1½   | 25    |
| 26 | Дадли, Ф. Х.         | 0 | 0 | 0 | 0 | 0 | 0 | 0 | 0 | 0 | 0  | 0  | 0  | 0  | 0  | 0  | 0  | 0  | 0  | 0  | 1  | 0  | 0  | 0  | 0  | 0  |    |  | 1    | 26    |

### Комментарии
1. ↑  Суэтин и Святослав ошибочно относят это название к основному турниру.
2. ↑  Если не принимать в расчёт Морфи, который с 1859 года участвовал ни в каких соревнованиях.
3. ↑  Указано 256, но, очевидно, отсюда следует отнять 11 несыгранных партий Скипуорта.
4. 1 2  
Партия окончилась вничью, но не была переиграна, поскольку это уже не влияло на распределение призовых мест. В советской литературе указана победа Розенталя.
5. ↑  Варианты: Визаянагарам-турнир, Виджаянгарам-турнир.